# Ōmura Sumitada

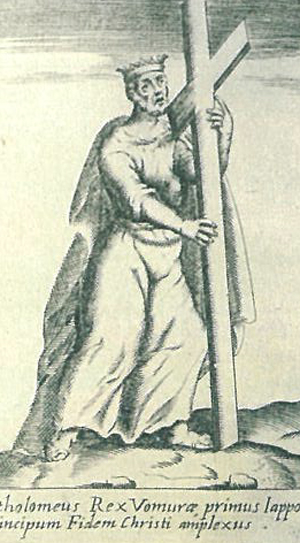
Ōmura in einer Jesuitenschrift

Ōmura Sumitada (japanisch 大村 純忠; * 1533; † 23. Juni 1587) war ein japanischer christlicher Sengoku-Daimyō, der über die Provinz Hizen (heute Präfektur Nagasaki) herrschte.

## Leben
1474 fügten die benachbarten Arima Ōmura Sumiyoshi eine Niederlage zu und übten in weiter Folge beachtlichen Einfluss auf die Ōmura aus. Im darauffolgenden Jahrhundert adoptierte Ōmura Sumisaki einen Sohn Arima Haruzumis, ein Ereignis, das dem betroffenen Adoptivsohn, Sumitada, viele Schwierigkeiten in seiner eigenen Herrschaft brachte. Haruzumis anderer Sohn, Takaaki, wurde aufgrund dieser Adoption enterbt und nachdem er schließlich in den Goto-Klan eintrat war er seiner früheren Familie gegenüber extrem feindlich gesinnt. Tatsächlich hatte Sumitada mit dem Ärger einiger lokaler Fürsten zu kämpfen, die alle auf verschiedenen Wegen mit ihm verwandt waren, einschließlich Saigo Sumitaka (seinem Schwager). Außerdem drängten sich die Matsuura und Arima an den Grenzen der Ōmura. Doch noch war jedoch Ryūzōji Takanobu, der mächtigste Daimyō in der Provinz Hizen, die größte Bedrohung.
Mit dem scheinbar unausweichlichen Fall der Ōmura konfrontiert, wandte sich Sumitada an die einzige Partei, die fähig schien, ihn unterstützen zu können – die Jesuiten. 1562 erlaubte er christlichen Priestern, in seinem Land zu predigen und gab portugiesischen Händlern spezielle Privilegien im Hafen von Yokoseura. Im Juni des darauffolgenden Jahres wurde Sumitada zum ersten christlichen Daimyō, getauft auf den Namen Dom Bartolomeu. Sumitadas religiöse und politische Machenschaften brachten nichts Gutes. Im selben Jahr, in dem er sich hatte taufen lassen, rebellierte Goto Takaaki und in der folgenden Schlacht wurde Yokoseura zerstört. Das Ereignis schien den Fall der Ōmura anzukündigen, 1566 war Sumitada gezwungen, von Aonogi-jō zu fliehen – seinem Hauptquartier. Doch nun waren die Portugiesen zurückgekehrt und mit den Waffen, die sie ihm zur Verfügung stellten war Sumitada fähig, Sonogi zurückzuerobern und seine Position zu stärken. Ōmura schaffte es, seine zahlreichen Rivalen für die nächsten zwei Jahrzehnte abzuwehren und portugiesische Schiffe liefen weiterhin in den Häfen der Ōmura ein. Der Pakt mit den Jesuiten war mehr oder minder ein Segen für Sumitada, obwohl es die ihm feindlich gesinnten Familien provozierte. 1572 führte Saigo Sumitaka einen Zusammenschluss der Feinde der Ōmura an, eine Bedrohung, der Sumitada 1574 mit der Hilfe von vier portugiesischen Kriegsschiffen begegnete. In den 1570er Jahren vollzog sich eine Wende in der Japanmission. Sumitada, mit dem auch viele Samurai getauft worden waren, zwang seine Untergebenen, auch die buddhistischen Mönche, der christlichen Unterweisung beizuwohnen, und so kam es zu Massenkonversionen beziehungsweise zu Ausweisungen. Von dem Standpunkt der Portugiesen aus gesehen war Sumitadas Übertritt eine ermutigende Entwicklung, jedoch im Großen und Ganzen nicht fruchtbar – bis 1580 jedenfalls. In diesem Jahr wurde Ryūzōji Takanobu zum mächtigsten Daimyō im Norden von Kyūshū und seine Vorstöße nach Sonogi erzwangen von Sumitada großzügige Spenden an die Jesuiten. Am 9. Juni trat er die gerichtliche Autorität für den Hafen von Nagasaki an die Jesuiten ab.
Dieser dramatische Zug folgte auf zwei Invasionen der Ryūzōji (1577 und 1578) und war weniger dazu gedacht, das Überleben der Ōmura, als die christliche Präsenz in der Provinz Hizen zu sichern. Über alle möglichen frommen Motivationen hinaus gewann Sumitada viel durch den kontinuierlichen Handel mit den Portugiesen, besonders wenn dieser ein Ende des Krieges mit den Ryūzōji bedeutete. Da Takanobu die Ausländer vertreiben würde, sollten die Ōmura sich fügen, „schenkte“ Sumitada offiziell Nagasaki den Jesuiten, behielt aber das Recht, Zollabgaben einzustreichen. Später im selben Jahr ging Ōmura nach Saga und fügte sich den Ryūzōji.
Takanobu zögerte, die Portugiesen direkt zu konfrontieren, da die Macht dieser „südlichen Barbaren“ immer noch so etwas wie ein unbekanntes Element darstellte. Genau wie Sumitada es erhofft hatte, ließ Takanobu Nagasaki bleiben. Die Jesuiten konnten dem verblüfften Rom einen unerwarteten Aufschwung melden.
Die Ōmura waren nun Vasallen der Ryūzōji. Takanobus Auge fiel auf die Arima auf der Halbinsel Shimabara, die, wie die Ōmura, die Ausländer um Hilfe gebeten hatte. 1584 sandte Shimazu Yoshihisa ein Expeditionskorps, um die Arima zu unterstützen, was Takanobu dazu veranlasste, persönlich eine Armee nach Shimabara zu führen.
Sumitada sollte seine Männer zur Unterstützung führen, brach jedoch zu spät auf und verpasste die entscheidende Schlacht von Okitanawate. Takanobu wurde in dieser Schlacht getötet und das politische Bild in Hizen veränderte sich drastisch.
1587 fiel Toyotomi Hideyoshi in Kyūshū ein und die Ōmura fügten sich ihm, obwohl sie Verlust Nagasakis zu verzeichnen hatten. Sumitada starb im selben Jahr, sein Nachfolger war Ōmura Yoshiaki (1568–1615).